# Нижнеидрисово
Нижнеидрисово (баш. Түбәнге Иҙрис) — деревня в Баймакском районе Республики Башкортостан Российской Федерации. Входит в состав Кульчуровского сельсовета.

## География

### Географическое положение
Находится на левом берегу реки Сакмары, в месте впадения реки Кеуште.
Расстояние до:
- районного центра (Баймак): 46 км,
- центра сельсовета (Кульчурово): 1 км,
- ближайшей железнодорожной станции (Сибай): 89 км.

## Население
| 2002 | 2009 | 2010 |
| ---- | ---- | ---- |
| 415  | ↘410 | ↘365 |

Согласно переписи 2002 года, преобладающая национальность — башкиры (100 %).

## Религия
В деревне есть мечеть.